# Sri Lanka
Sri Lanka, quốc hiệu là Cộng hòa Xã hội chủ nghĩa Dân chủ Sri Lanka và từng được gọi là Tích Lan, là một đảo quốc với đa số dân theo Phật giáo ở Nam Á, nằm cách khoảng 53 km ngoài khơi bờ biển bang Tamil Nadu phía nam Ấn Độ. Quốc gia này thường được gọi là "Hòn ngọc Ấn Độ Dương". Dân số Sri Lanka khoảng 20 triệu người.
Là một quốc gia nằm trên đường nối hàng hải chiến lược giữa Tây Á và Đông Nam Á, Sri Lanka từng là trung tâm tôn giáo và văn hóa Phật giáo thời cổ. Một số người dân nước này theo Hindu giáo, Thiên Chúa giáo, Hồi giáo và các tôn giáo thổ dân khác. Người Sinhala chiếm đa số (74,8%), ngoài ra còn có các cộng đồng người người Tamil, người Moor, Burgher và người thổ dân khác. Nổi tiếng về sản xuất và xuất khẩu chè, cà phê, cao su và dừa, cũng có một nền kinh tế công nghiệp hiện đại và đang phát triển. Vẻ đẹp tự nhiên của những cánh rừng nhiệt đới Sri Lanka, các bãi biển và phong cảnh cũng như sự giàu có về các di sản văn hóa biến nước này thành điểm đến nổi tiếng với du khách thế giới.
Sau hơn một ngàn năm dưới quyền cai trị của các vương quốc độc lập và từng bị sáp nhập vào Đế chế Chola, Sri Lanka bị Bồ Đào Nha và Hà Lan chiếm làm thuộc địa trước khi bị chuyển qua tay Đế chế Anh.Trong Chiến tranh thế giới thứ hai nước này là một căn cứ chiến đấu quan trọng chống lại Nhật Bản. Một phong trào chính trị đòi độc lập đã xuất hiện trong nước vào đầu thế kỷ XX, cuối cùng Sri Lanka được trao trả độc lập năm 1948. Dù đã có một giai đoạn dân chủ ổn định và phát triển kinh tế, nước này đã bị tàn phá bởi cuộc nội chiến đẫm máu giữa người Sinhala nắm chính phủ và lực lượng ly khai của người Tamil do LTTE lãnh đạo, lực lượng này yêu cầu thành lập một nhà nước Tamil độc lập ở phía đông bắc Sri Lanka. Những trận sóng thần do vụ động đất Ấn Độ Dương 2004 gây ra đã tàn phá các vùng phía nam và đông bắc nước này, khiến nhiều người thiệt mạng và rất nhiều người khác phải di chuyển nhà cửa.

## Tên gọi
Sri Lanka là một thuộc địa hoàng gia do người Anh cai trị từ năm 1815, tên chính thức là "Ceylon", tiếng Trung Quốc phiên âm thành "Xī lán" (錫蘭 - Tích Lan). Tên tiếng Anh này có nguồn gốc từ tiếng Bồ Đào Nha "Ceilão". Từ năm 1972 thì Trung Quốc và Đài Loan gọi Sri Lanka bằng tên mới 斯里蘭卡 (Sīlǐlánkǎ) được lấy từ tiếng Anh Sri Lanka, phiên âm Hán Việt của 斯里蘭卡 là Tư Lý Lan Tạp.
Năm 1972, tên chính thức của đất nước được đổi thành "Cộng hòa Sri Lanka Tự do, Chủ quyền và Độc lập " (ශ්‍රී ලංකා śrī lankā trong tiếng Sinhala (trong khi chính hòn đảo này tự gọi mình là ලංකාව lankāva), இலங்கை ilaṅkai trong tiếng Tamil). Năm 1978 nó được đổi thành "Cộng hòa Sri Lanka xã hội chủ nghĩa dân chủ". Trước năm 1972, Sri Lanka được gọi bằng nhiều cái tên khác nhau: các nhà địa lý học Hy Lạp cổ đại gọi nó là Taprobane, người Ả rập gọi là Serendib, Ceilão là tên chính thức do người Bồ Đào Nha đặt khi họ tới hòn đảo này, nhưng có lẽ tên nổi tiếng nhất là Ceylon. "Sri Lanka" (nguyên gốc từ tiếng Phạn) được dịch thành "Lanka đáng kính", "śrī" nghĩa là "đáng kính trọng" và "laṃkā" là tên cổ của hòn đảo đã được kiểm chứng trong cuốn Mahabharata và sử thi Ramayana.

## Lịch sử
Những khu định cư của loài người từ thời kỳ đồ đá cũ đã được phát hiện tại các điểm khai quật trong nhiều hang động tại vùng đồng bằng phía tây và phía tây nam vùng Đồi Trung tâm. Các nhà nhân loại học tin rằng một số kiểu nghi thức mai táng và những đồ trang trí cho thấy những sự tương đồng giữa những cư dân đầu tiên trên hòn đảo này và những cư dân sống tại nam Ấn Độ. Một trong những đoạn văn bản đầu tiên đề cập tới hòn đảo này đã được tìm thấy trong sử thi Ramayana của Ấn Độ, trong đó miêu tả hoàng đế Ravana là vua của vương quốc hùng mạnh Lanka. Những đoạn văn quan trọng khác đề cập tới lịch sử đất nước cũng được tìm thấy trong các cuốn biên niên sử Mahavansa và Dipavamsa.
Những cư dân đầu tiên trên hòn đảo Sri Lanka ngày nay có thể là tổ tiên của người Wanniyala-Aetto, cũng được gọi là Veddahs với dân số khoảng 3.000 người. Phân tích ngữ âm cho thấy có sự tương quan giữa tiếng Sinhala và các ngôn ngữ Sindh và Gujarat, dù đa số các nhà sử học tin rằng cộng đồng Sinhala đã xuất hiện sau sự đồng hóa nhiều nhóm dân tộc khác. Người Dravidia có thể đã bắt đầu di cư tới hòn đảo này từ thời tiền sử. Một số điểm khảo cổ học đáng chú ý, gồm cả tàn tích Sigiriya, được gọi là "Pháo đài trên bầu trời", và các công trình công cộng lớn có từ thời cổ đại. Trong số những công trình công cộng đó có những "bể nước" hay hồ chứa nước lớn, đóng vai trò quan trọng trong việc tích trữ nước cho mùa khô, và các hệ thống cống dẫn nước tinh vi, với độ nghiêng được xác định chỉ là một inch trên mỗi dặm. Sri Lanka cổ đại cũng là một trong những đất nước đầu tiên trên thế giới đã thành lập một bệnh viện chuyên môn tại Mihintale từ thế kỷ thứ IV trước Công Nguyên. Sri Lanka cổ đại cũng là nhà xuất khẩu quế hàng đầu thế giới, quế đã được xuất khẩu sang Ai Cập ngay từ năm 1.400 trước Công Nguyên. Sri Lanka cũng là nước Châu Á đầu tiên có vua cai trị là nữ giới, Nữ hoàng Anula (47–42 TCN).
Sri Lanka cổ đại nằm dưới quyền quản lý của nhiều tiểu quốc, chia thành nhiều vùng khác nhau. Hòn đảo này thỉnh thoảng cũng phải chống trả các cuộc xâm lược từ phía các vương triều Nam Ấn và nhiều phần của nó cũng phải trải qua các giai đoạn cai trị của triều đại Chola, triều đại Pandya, triều đại Chera và triều đại Pallava. Sri Lanka cũng từng bị các vương quốc Kalinga (Orissa hiện đại) và các vương quốc từ Bán đảo Malay xâm chiếm. Phật giáo từ Ấn Độ được Tỳ kheo Mahinda, con trai của hoàng đế Maurya Ashoka, đưa tới đây từ thế kỷ thứ III TCN. Phái đoàn của Mahinda đã chiếm được lòng tin của vua Singhalese là Devanampiyatissa xứ Mihintale, vị vua quyết định theo tôn giáo mới và truyền bá nó trong khắp dân cư Sinhala. Các vương quốc Phật giáo tại Sri Lanka xây dựng một số lượng lớn các trường Phật học và đền chùa, và hỗ trợ việc truyền bá đạo Phật vào vùng Đông Nam Á.
Sri Lanka luôn là một cảng biển và đầu mối thương mại quan trọng của thế giới cổ đại, và các tàu buôn từ Trung Đông, Ba Tư, Myanmar, Thái Lan, Malaysia, Indonesia cũng như các vùng khác ở Đông Nam Á ngày càng lui tới đây đông hơn. Các nhà thám hiểm Châu Âu đầu tiên tới vùng Đông Nam Á đã biết tới hòn đảo này và nhiều thương gia Ả rập cũng như Malaysia đã định cư ở nơi đây. Một sứ đoàn thực dân Bồ Đào Nha tới đây năm 1505. Ở thời điểm ấy, hòn đảo gồm ba vương quốc, là Yarlpanam (Anh hóa Jaffna) ở phía bắc, Kandy ở vùng Đồi Trung tâm và Kotte ở bờ biển phía tây. Người Hà Lan đã tới đây vào thế kỷ XVII. Dù phần lớn Sri Lanka bị các cường quốc châu Âu xâm chiếm làm thuộc địa, vùng phía trong, vùng đồi núi, với thủ đô là Kandy vẫn giữ được độc lập. Công ty Đông Ấn Anh đã hoàn thành việc xâm chiếm hòn đảo vào năm 1796, tuyên bố Sri Lanka là một thuộc địa hoàng gia năm 1802, dù Sri Lanka không được kết nối chính thức với Ấn Độ thuộc Anh. Sự sụp đổ của vương quốc Kandy năm 1815 làm toàn bộ hòn đảo bị Đế quốc Anh đô hộ.
Thực dân châu Âu đã thiết lập hàng loạt các đồn điền chè, quế, cao su, đường, cà phê và chàm. Người Anh cũng mang tới một lượng lớn công nhân hợp đồng từ Tamil Nadu để làm việc tại các đồn điền đó. Thành phố Colombo được dựng lên làm trung tâm hành chính, và người Anh lập ra các trường học, đại học, đường sá và nhà thờ hiện đại, áp đặt nền giáo dục và văn hóa châu Âu lên người bản xứ. Sự bất bình ngày càng tăng về việc hạn chế nhân quyền, đối xử bất bình đẳng và lạm dụng người dân bản xứ của chính quyền thuộc địa khiến cuộc đấu tranh giành độc lập bắt đầu diễn ra từ thập kỷ 1930, khi Liên đoàn Tuổi trẻ phản đối "Bản ghi nhớ của các vị bộ trưởng," theo đó đòi hỏi chính quyền thuộc địa phải tăng quyền lực cho hội đồng bộ trường mà không trao cho nhân dân quyền đại diện cũng như các quyền tự do cá nhân. Trong Chiến tranh thế giới thứ hai, hòn đảo này trở thành một căn cứ quân sự quan trọng của Đồng Minh. Một phần quan trọng của hạm đội Anh, Mỹ đã được triển khai tại đây, và hàng chục nghìn binh sĩ đã tham chiến chống Nhật Bản tại vùng Đông Nam Á.

### Đương đại
Sau chiến tranh, áp lực của dân chúng đòi quyền độc lập ngày càng tăng. Ngày 4 tháng 2 năm 1948 nước này giành được độc lập với tên gọi Thịnh vượng chung Ceylon. Don Stephen Senanayake trở thành Thủ tướng đầu tiên của Sri Lanka. Năm 1972, nước này trở thành một nước cộng hòa bên trong Khối thịnh vượng chung, và đổi tên thành Sri Lanka. Ngày 21 tháng 7 năm 1960 Sirimavo Bandaranaike trở thành người phụ nữ đầu tiên lãnh đạo chính phủ thời hậu thuộc địa tại Châu Á khi bà chính thức nhận chức thủ tướng. Trong thập kỷ 1970, những cuộc xung đột chính trị nổ ra giữa các cộng đồng Sinhala và Tamil. Cộng đồng Tamil chỉ trích sự phân biệt đối xử và việc tước quyền chính trị ngày càng tăng và đòi hỏi nhiều quyền tự trị cho vùng mình. Trong thập kỷ 1980, hòa bình và sự ổn định từ lâu trên hòn đảo đã bị tan vỡ khi phong trào ly khai Tamil do lực lượng Những con hổ giải phóng Tamil (LTTE), dẫn đầu yêu cầu thành lập một nhà nước Ealam độc lập tại đông bắc Sri Lanka. Một thỏa thuận hòa bình năm 1986 do Ấn Độ trung gian đã tan vỡ năm 1988 khi binh lính gìn giữ hòa bình Ấn Độ đụng độ quân sự trực tiếp với LTTE trong khi đang nỗ lực giải giáp. Những người quốc gia Sri Lanka yêu cầu rút quân Ấn Độ, và tới năm 2000, 50.000 người đã thiệt mạng trong các trận chiến giữa Quân đội Sri Lanka và LTTE, đang nắm quyền kiểm soát nhiều vùng phía đông bắc. Một cuộc ngừng bắn tạm thời đã tái lập hòa bình cho hòn đảo khi chính phủ và LTTE bắt đầu cuộc đàm phán ngoại giao với sự trung gian của Na Uy. Trận động đất Ấn Độ Dương 2004 đã gây ra những cơn sóng thần mạnh tàn phá bờ biển phía nam và phía đông nước này, giết chết và buộc gần 40.000 người dân phải chuyển chỗ ở.

## Địa lý và khí hậu

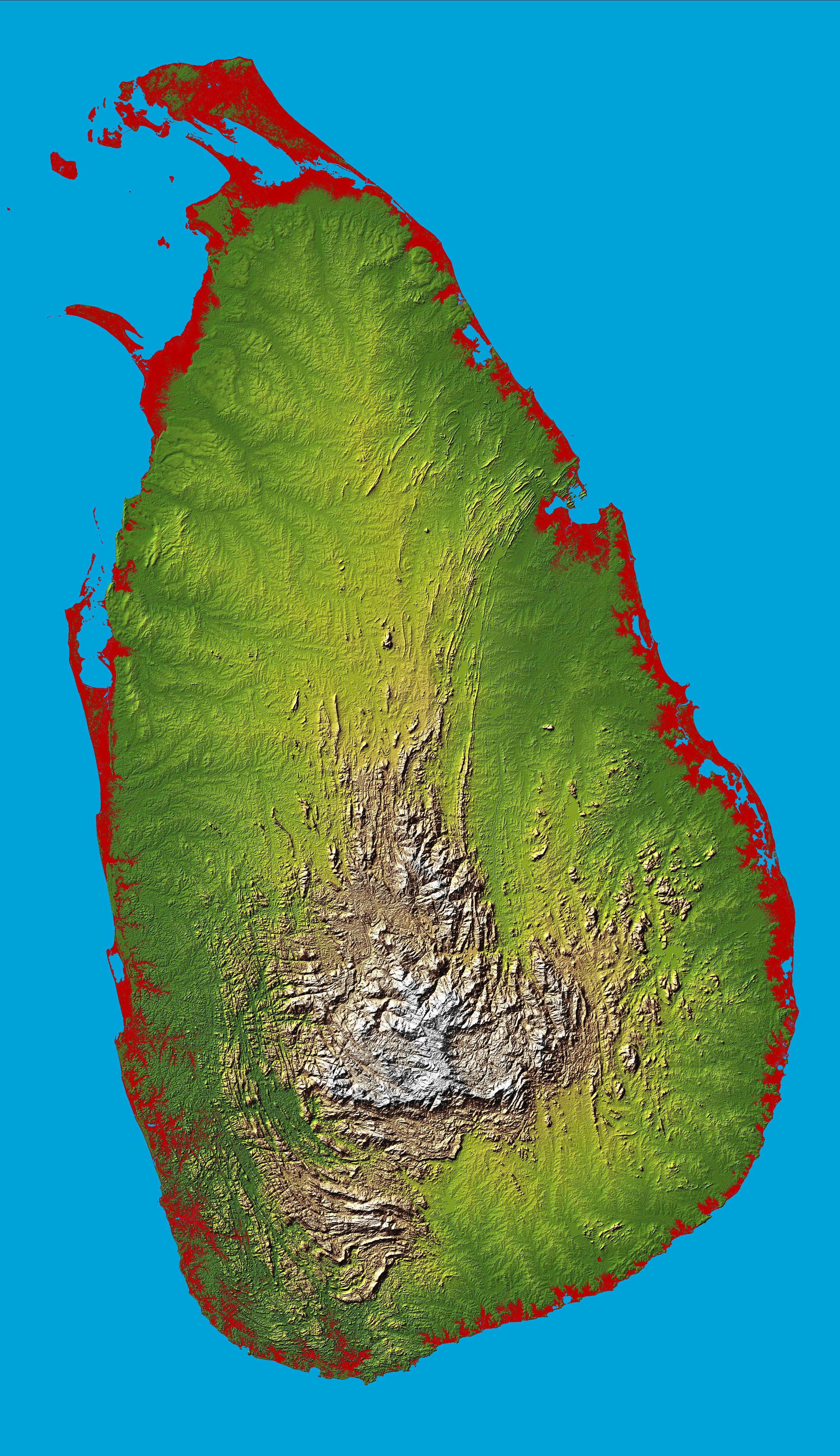
Bản đồ địa hình Sri Lanka.

Hòn đảo Sri Lanka nằm ở Ấn Độ Dương, phía tây nam Vịnh Bengal và phía đông nam Biển Ả rập.Vịnh Mannar và Eo biển Palk ngăn cách đảo này với tiểu lục địa Ấn Độ. Theo thần thoại Hindu, thần Rama đã cho đắp một cây cầu nối hải đảo với lục địa Ấn Độ, mệnh danh là "cầu của Rama" hoặc "cầu của Adam". Công trình huyền thoại này nay một dải đá vôi và bãi cát ngầm chỉ nhô lên khi thủy triều xuống. Theo những văn bản ghi chép tại những ngôi đền, con đường nổi thiên nhiên này trước kia đã tồn tại, nhưng đã bị một cơn bão mạnh (có thể là một cơn lốc xoáy) năm 1480 phá huỷ. Chiều rộng của Eo biển Palk khá nhỏ nền từ bờ biển Sri Lanka có thể quan sát thấy điểm xa nhất gần thị trấn Rameswaram của Ấn Độ. Hòn đảo với hình dạng viên ngọc trai này chủ yếu gồm các đồng bằng phẳng, núi non chỉ có ở phần trung nam. Núi Sri Pada với điểm cao nhất là Pidurutalagala (cũng được gọi là Mt Pedro), cao 2.524 mét (8.281 ft). Mahaweli ganga (sông Mahaweli) và các con sông chính khác là nguồn cung cấp nước ngọt.

### Khí hậu

Phân loại khí hậu Köppen của Sri Lanka

Khí hậu Sri Lanka có thể coi là nhiệt đới và khá nóng. Vị trí nằm giữa vĩ độ 5 và 10 độ bắc khiến nước này có khí hậu ấm, được các cơn gió đại dương giữ ôn hòa và cung cấp khá nhiều lượng hơi ẩm. Nhiệt độ trung bình trong khoảng từ mức thấp 16 °C tại Nuwara Eliya ở vùng Cao nguyên Trung tâm (nơi có thể xuất hiện băng giá trong một số ngày mùa đông) tới mức cao 32 °C tại Trincomalee tại bờ biển phía đông bắc (nhiệt độ cao nhất có thể lên đến 38 °C). Nhiệt độ trung bình năm cả nước từ 28 đến 30 °C. Nhiệt độ ngày và đêm có thể chênh lệch từ 4 đến 7 độ. Vào tháng 1, tháng lạnh nhất, người dân vùng đồi núi và một số nơi khác phải mặc áo khoác và áo len. Tháng 5, tháng nóng nhất, cũng là tháng trước mùa mưa. Lượng mưa bị ảnh hưởng bởi gió mùa từ Ấn Độ Dương và Vịnh Bengal, bị địa hình vùng Cao nguyên Trung tâm ngăn cản, chúng gây mưa lớn ở những vùng núi và khu vực phía tây nam hòn đảo. Một số nơi ở phía núi chắn gió lượng mưa có thể lên tới 2500 mm mỗi tháng, nhưng phía đông và đông bắc đối diện, lượng mưa thấp hơn hẳn. Những cơn gió mạnh định kỳ và những cơn lốc xoáy bất thường che phủ bầu trời và mang mưa tới khu vực tây nam, đông bắc, và những vùng phía đông hòn đảo. Khoảng thời gian từ tháng 12 tới tháng 3, gió mùa từ phía đông bắc thổi đến, mang theo hơi ẩm từ Vịnh Bengal. Độ ẩm ở vùng tây nam và vùng núi nói chung cao hơn và phụ thuộc vào lượng mưa theo mùa. Ví dụ, tại Colombo, độ ẩm ban ngày cao hơn 70% trong cả năm, lên tới khoảng 90% vào tháng 6, mùa gió mùa. Anuradhapura có độ ẩm ban ngày ở mức thấp 60% vào thời kỳ gió mùa tháng 3, nhưng lên tới mức cao 79% trong mùa mưa tháng 11 và tháng 12. Ở vùng cao nguyên, độ ẩm ban ngày tại Kandy thường thay đổi trong khoảng 70 và 79%.

### Hệ động thực vật
Mô hình hệ sinh thái Sri Lanka phụ thuộc trực tiếp vào lượng mưa. Vùng núi và vùng phía tây nam đất nước, được gọi là "vùng ẩm," có lượng mưa trung bình hàng năm 2500 mm. Đa số phần phía đông nam, đông và bắc đất nước là "vùng khô", với lượng mưa trung bình hàng năm 1200 tới 1900 mm. Đa số lượng mưa tại các khu vực đó xảy ra từ tháng 10 tới tháng 1; trong khoảng thời gian còn lại của năm, lượng mưa rất thấp, và mọi loài động thực vật phải biết cách gìn giữ hơi ẩm quý giá. Vùng bờ biển tây bắc và đông nam khô cằn nhận lượng mưa thấp nhất — 600 tới 1200 mm hàng năm — tập trung chủ yếu trong giai đoạn gió mùa mùa đông ngắn ngủi. Thời kỳ ra hoa đa dạng của cây keo thích ứng tốt với điều kiện cằn cỗi nhờ vậy loại cây này phát triển tốt trên Bán đảo Jaffna. Trong số những loài cây của các khu rừng đất khô, một số loài như sơn tiêu, mun, thiết mộc, và dái ngựa có phát triển trên đảo. Ở vùng ẩm, hệ thực vật chủ yếu là các loài cây nhiệt đới xanh tốt quanh năm, những loại cây cao, cây lá rộng và các loại cây leo phong phú. Những khu rừng cận nhiệt đới xanh tốt tương tự với những khu rừng ôn đới tại các vùng cao hơn. Trước kia rừng cây từng bao phủ hầu như toàn bộ hòn đảo, nhưng tới cuối thế kỷ XX, những vùng đất được xếp hạng là rừng và khu bảo vệ rừng chỉ chiếm một phần năm diện tích. Vườn Quốc gia Ruhunu ở phía đông nam là nơi sinh sống của những bầy voi, hươu nai và công, Vườn Quốc gia Wilpattu là nơi bảo tồn và sinh sống của nhiều loài chim nước như cò, bồ nông, cò quăm và cò thìa. Trong Chương trình Mahaweli Ganga thời những năm 1970 1980 ở phía bắc Sri Lanka, chính phủ đã lập bốn vùng với tổng diện tích lên tới 1.900 km² để thành lập các Vườn Quốc gia. Hòn đảo này có ba khu dự trữ sinh quyền, Hurulu, Sinharaja, và Kanneliya-Dediyagala-Nakiyadeniya.

## Chính phủ và chính trị
Hiến pháp Sri Lanka quy định một chính thể cộng hòa dân chủ xã hội chủ nghĩa tại Sri Lanka, và nó cũng là một nhà nước nhất thể. Chính phủ là sự pha trộn giữa hệ thống tổng thống và hệ thống nghị viện. Tổng thống Sri Lanka là nguyên thủ quốc gia, tổng tư lệnh các lực lượng vũ trang, cũng như là lãnh đạo chính phủ. Tổng thống được bầu theo phổ thông đầu phiếu với nhiệm kỳ sáu năm. Quốc hội Sri Lanka là cơ quan lập pháp đơn viện, gồm 225 nghị sĩ. Tổng thống chỉ định và lãnh đạo một nội các gồm các bộ trưởng trong số thành viên nghị viện. Người phó của Tổng thống là Thủ tướng, thủ tướng là người lãnh đạo đảng đa số trong nghị viện và chịu một số trách nhiệm hành pháp, chủ yếu với công việc trong nước.
Các thành viên nghị viện được bầu theo phổ thông đầu phiếu dựa trên một hệ thống đại diện tỷ lệ đã được sửa đổi với nhiệm kỳ sáu năm. Sửa đổi quan trọng nhất là đảng nhận được số phiếu bầu hợp lệ lớn nhất ở mỗi khu vực bầu cử sẽ giành được "ghế thưởng" duy nhất. Tổng thống có thể triệu tập, tạm ngưng hay chấm dứt một kỳ họp lập pháp và giải tán Nghị viện vào bất cứ thời điểm nào sau khi đã cầm quyền đủ một năm. Nghị viện giữ quyền làm luật. Ngày 1 tháng 7 năm 1960 người dân Sri Lanka đã bầu vị lãnh đạo chính phủ nữ đầu tiên từ trước tới nay là Thủ tướng Srimavo Bandaranaike. Con gái bà, Chandrika Kumaratunga, đã giữ chức vụ thủ tướng trong nhiều nhiệm kỳ và giữ chức tổng thống từ năm 1999 tới 2005. Tổng thống hiện nay là Mahinda Rajapaksa, nhậm chức ngày 21 tháng 11 năm 2005. Ratnasiri Wickremanayake lên nhậm chức thủ tướng hiện nay ngày 21 tháng 11 năm 2005. 

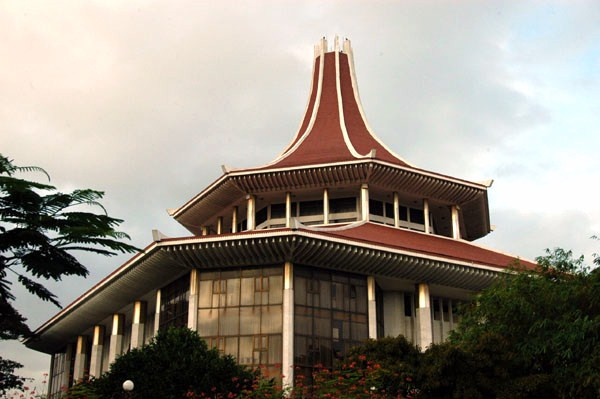
Tòa án Tối cao Sri Lanka tại Colombo

Chính trị tại Sri Lanka được kiểm soát bởi các liên minh đối nghịch do Đảng Tự do Sri Lanka cánh tả, với Chủ tịch Rajapakse, và Đảng Thống Nhất Quốc gia thân cánh hữu, do cựu thủ tướng Ranil Wickremesinghe cầm đầu. Một số đảng Phật giáo, xã hội chủ nghĩa, và quốc gia Tamil nhỏ hơn có tồn tại, các đảng này phản đối chủ nghĩa ly khai của LTTE nhưng yêu cầu quyền tự trị cho vùng này và tăng cường nhân quyền.

### Phân cấp hành chính

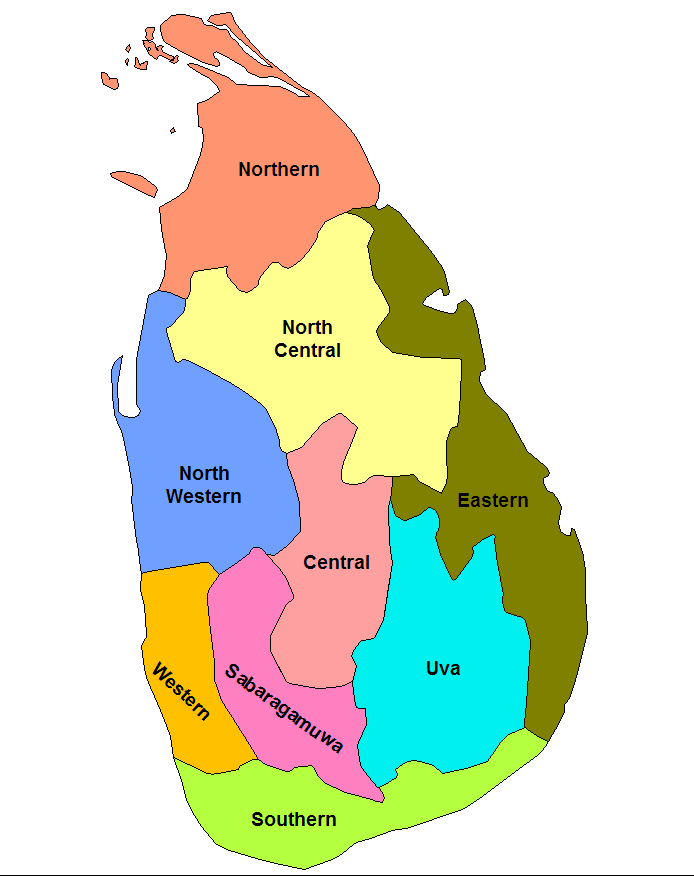
Tỉnh của Sri Lanka

Sri Lanka được chia thành 9 tỉnh và 25 quận. Mỗi tỉnh được quản lý hành chính trực tiếp bởi một ủy ban tỉnh do nhân dân trực tiếp bầu ra. Các tỉnh gồm (tên tỉnh lị nằm trong dấu ngoặc đơn):
1. Trung Bộ (Kandy)
2. Bắc Trung Bộ (Anuradhapura)
3. Bắc Bộ (Jaffna)
4. Đông Bộ (Trincomalee)
5. Tây Bắc Bộ (Kurunegala)
6. Nam Bộ (Galle)
7. Uva (Badulla)
8. Sabaragamuwa (Ratnapura)
9. Tây Bộ (Colombo)

### Đối ngoại
Sri Lanka là một thành viên sáng lập của Phong trào không liên kết. Sri Lanka có quan hệ đối ngoại thân mật với Ấn Độ. Sri Lanka gia nhập Liên Hợp Quốc vào năm 1955. Hiện tại, Sri Lanka là thành viên của Khối Thịnh vượng chung, Hiệp hội Nam Á vì sự Hợp tác Khu vực, Ngân hàng Thế giới, Quỹ Tiền tệ Quốc tế, Ngân hàng Phát triển châu Á và Chương trình Colombo.

### Quân đội
Quân đội Sri Lanka gồm Lục quân Sri Lanka, Hải quân Sri Lanka và Không quân Sri Lanka. Các bộ phận quân sự này do Bộ quốc phòng quản lý. Từ thập kỷ 1980, quân đội cùng chính phủ đã chiến đấu chống lại những người vũ trang Mác xít JVP và hiện là lực lượng LTTE. Sri Lanka nhận được những khoản viện trợ quân sự lớn từ Ấn Độ, Hoa Kỳ và các quốc gia châu Âu.

## Kinh tế

GDP bình quân đầu người của Sri Lanka, 1820-2018

Vào thế kỷ 19 và 20, Sri Lanka đã trở thành một nền kinh tế trồng trọt, nổi tiếng về sản xuất và xuất khẩu quế, cao su và chè Ceylon, hiện đây vẫn là một thương hiệu xuất khẩu quốc gia. Sự phát triển các cảng biển hiện đại thời cai trị Anh khiến hòn đảo này có tầm quan trọng chiến lược, trở thành một trung tâm thương mại. Trong Chiến tranh thế giới thứ hai, hòn đảo là nơi đóng quân của một số lực lượng quân sự quan trọng của Đồng Minh. Tuy nhiên, nền kinh tế trồng trọt đã làm trầm trọng thêm sự nghèo khổ và sự bất bình đẳng kinh tế. Từ năm 1948 tới năm 1977, chính phủ thi hành chính sách kinh tế xã hội chủ nghĩa. Các loại cây trồng thời thuộc địa bị phá bỏ, các ngành công nghiệp bị quốc hữu hóa và tình trạng quốc gia chiến tranh được đưa ra. Trong khi tiêu chuẩn sống và tỷ lệ biết chữ được cải thiện vượt bậc, nền kinh tế quốc gia bị ảnh hưởng bởi sự kém hiệu quả, tăng trưởng chậm và thiếu đầu tư nước ngoài.

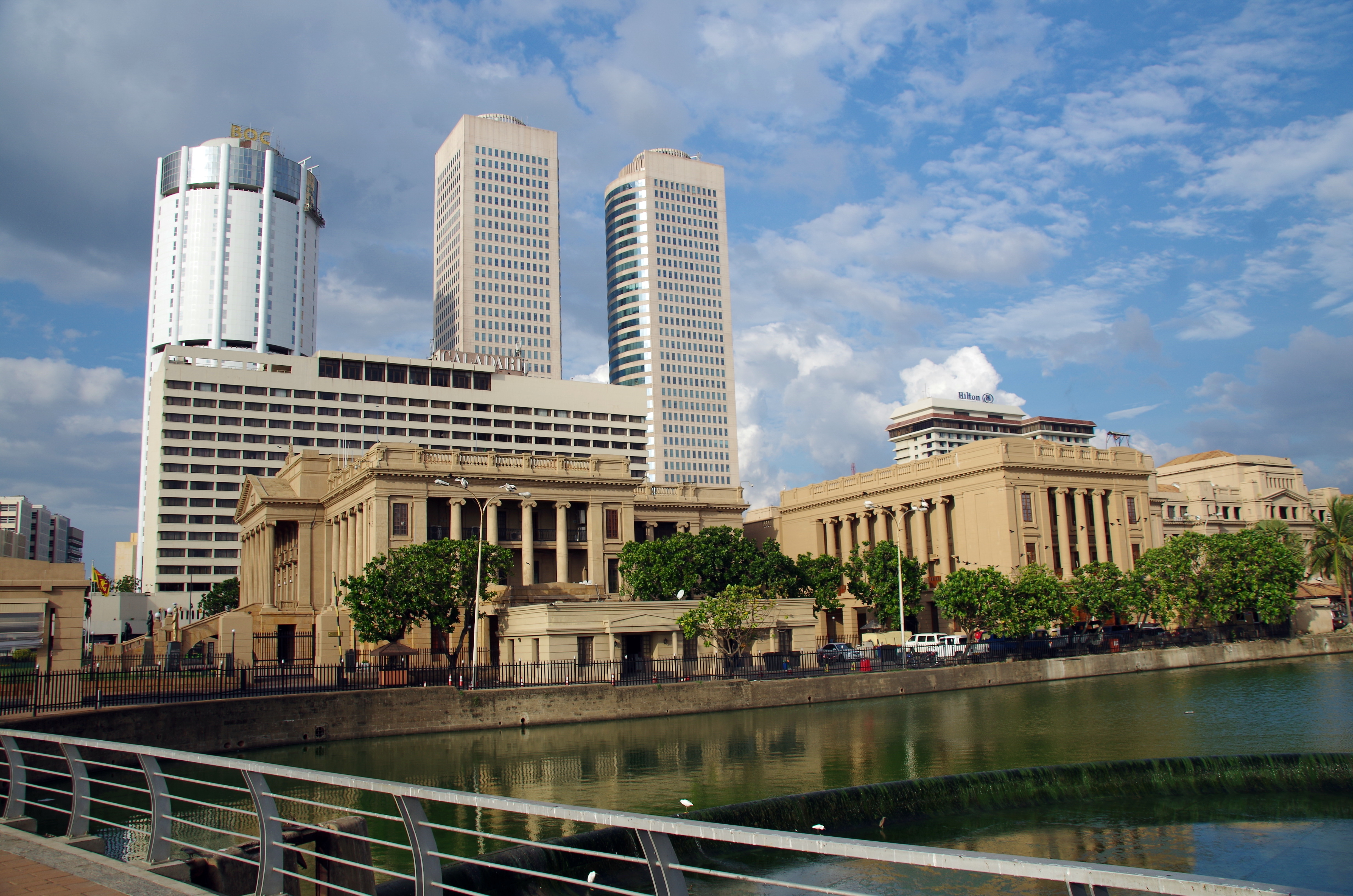
Trung tâm Thương mại Thế giới ở Colombo.

Từ năm 1977 chính phủ UNP tiến hành tư nhân hóa, giảm kiểm soát và khuyến khích các doanh nghiệp tư nhân. Trong khi sản lượng và xuất khẩu chè, cao su, cà phê, đường và các sản phẩm nông nghiệp khác vẫn chiếm vai trò quan trọng, quốc gia này đang có những bước chuyển vững chắc sang một nền kinh tế công nghiệp hóa với sự phát triển các ngành chế biến lương thực, dệt may, viễn thông và tài chính. Tới năm 1996, nông nghiệp chỉ còn chiếm 20% xuất khẩu (so với 93% năm 1970), trong khi dệt may đã chiếm tới 63%. Tổng sản phẩm quốc nội (GDP) tăng trưởng trung bình 5.5% hàng năm những năm đầu thập kỷ 1990, tới khi tình trạng hạn hán và an ninh kém khiến nó tụt xuống còn 3.8% năm 1996. Kinh tế đã tìm lại nhịp độ tăng trưởng trong thời kỳ 1997-2000, với mức trung bình hàng năm 5.3%. Năm 2001 là lần giảm phát kinh tế đầu tiên trong lịch sử đất nước, là hậu quả của việc thiếu năng lượng, các vấn đề ngân sách, giảm phát toàn cầu, và sự tiếp diễn của cuộc nội chiến. Những dấu hiệu hồi phục đã xuất hiện sau cuộc ngừng bắn năm 2002. Thị trường Chứng khoán Colombo đã thông báo mức tăng trưởng cao nhất thế giới năm 2003 và hiện nay Sri Lanka có mức thu nhập trên đầu người cao nhất khu vực Nam Á.
Tháng 4 năm 2004, có sự thay đổi lớn trong chính sách kinh tế sau khi chính phủ do Ranil Wickremesinghe của Đảng Thống nhất Quốc gia lãnh đạo bị liên minh gồm Đảng Tự do Sri Lanka và phong trào quốc gia cánh tả Janatha Vimukthi Peramuna được gọi là Liên minh Tự do Thống nhất Nhân dân đánh bại. Chính phủ mới đã dừng việc tư nhân hóa các doanh nghiệp nhà nước và cải cách các lĩnh vực công cộng như năng lượng và dầu mỏ, và tiến hành một chương trình trợ cấp tên gọi Chương trình kinh tế Rata Perata. Mục tiêu chính của chương trình là hỗ trợ các doanh nghiệp vừa và nhỏ tại vùng thành thị cũng như nông thôn và bảo vệ nền kinh tế trong nước khỏi ảnh hưởng từ bên ngoài như giá dầu, Ngân hàng Thế giới và Quỹ Tiền tệ Quốc tế. Nhưng chính sách trợ cấp này kéo theo việc phải nhập khẩu các vật tư như nhiên liệu, phân bón và bột mì khiến lĩnh vực tài chính nhanh chóng lụn bại. Riêng năm 2004 Sri Lanka đã chi gần 180 triệu US$ để trợ cấp nhiên liệu, bởi việc giữ ổn định giá nhiên liệu là một lời hứa khi bầu cử. Nhằm làm giảm con số thâm hụt ngân sách đang tăng lên cho những chương trình trợ cấp và tuyển dụng công cộng, chính phủ cuối cùng đã phải cho in 65 tỷ Rs (US$ 650 triệu) hay khoảng 3% GDP. Chính sách tài chính, cộng với việc phá giá tiền tệ cuối cùng làm mức lạm phát tăng tới 18% vào tháng 1 năm 2005, theo con số của Chỉ số Giá Tiêu dùng Sri Lanka.
Tính đến năm 2016, GDP của Sri Lanka đạt 82.239 USD, đứng thứ 67 thế giới, đứng thứ 23 châu Á và đứng thứ 4 Nam Á.

### Đại dịch COVID-19
Thông qua việc vay tiền để xây dựng cơ sở hạ tầng, bao gồm cảng biển và sân bay dân dụng, Sri Lanka đã rơi vào bẫy nợ của Trung Quốc. Quốc đảo 22 triệu dân này đang trên đà lạm phát tăng cao, nguy cơ phá sản hiện hữu hơn bao giờ hết. Chính phủ đã cấm nhập khẩu hàng loạt sản phẩm, trong đó có ô tô, để tập trung mua thực phẩm, thuốc men và nhiên liệu, bắt đầu từ tháng 3/2020. Lệnh này đã kéo dài 2 năm cộng thêm đại dịch COVID-19 đã khiến ô tô mới sản xuất không được phép xuất xưởng, buộc người dân phải mua xe còn tồn đọng ở các đại lý và xe cũ với mức giá cao nhất thế giới.
Các cơ quan xếp hạng tín dụng đã cảnh báo Sri Lanka có thể sớm vỡ nợ, mặc dù chính phủ cho biết sẽ sớm đáp ứng được các cam kết. Họ đang cố gắng đàm phán lại các khoản nợ với Trung Quốc. Lạm phát cao cho thấy Chính phủ Sri Lanka đã in tiền quá mức, đặc biệt trong bối cảnh ngân hàng trung ương thiếu tiền, đẩy đất nước này vào tình cảnh vô cùng tồi tệ: quá nhiều tiền (kém giá trị) nhưng lại quá ít hàng hóa.
Sri Lanka lâm vào cảnh vỡ nợ tháng 4/2022
Sri Lanka vay nợ mạnh tay, trong khi kinh tế gần đây gánh hàng loạt cú sốc, khiến họ không còn đủ dự trữ ngoại hối để trả nợ. Quốc đảo 22 triệu dân Sri Lanka 12/4/2022 tuyên bố vỡ nợ với 51 tỷ USD nợ nước ngoài, trong bối cảnh nước này đối mặt với cuộc khủng hoảng kinh tế tồi tệ nhất kể từ khi giành độc lập năm 1948. Tháng trước, lạm phát tại đây chạm 18,3% - gấp đôi tốc độ tại Mỹ. Giá mọi sản phẩm thiết yếu đều tăng vọt.
Việc này đã khiến người dân bất mãn, đổ ra đường biểu tình nhiều tuần nay. Hàng loạt quan chức chính phủ Sri Lanka cũng liên tục từ chức. Giới phân tích cho rằng cuộc khủng hoảng tại Sri Lanka đã hình thành nhiều năm qua, chủ yếu do quản lý kinh tế yếu kém và một phần nhỏ do kém may mắn. Suốt thập kỷ qua, chính phủ Sri Lanka đã vay rất nhiều từ chủ nợ nước ngoài để cung cấp dịch vụ công trong nước, như cơ sở hạ tầng, Murtaza Jafferjee – Chủ tịch Viện nghiên cứu Advocata (Sri Lanka) nhận định.
Các số liệu chính thức cho thấy Trung Quốc chiếm khoảng 10% trong 35 tỷ USD nợ nước ngoài của Sri Lanka, tính đến tháng 4/2021. Con số này có thể còn cao hơn nhiều nếu tính cả nợ của công ty quốc doanh và ngân hàng trung ương, Guardian cho biết. Làn sóng vay nợ này lại diễn ra cùng lúc với việc nền kinh tế Sri Lanka gánh chịu hàng loạt cú sốc, từ thảm họa thiên nhiên, Covid-19, xung đột Nga - Ukraine đến lệnh cấm phân bón hóa học của chính phủ năm 2021. Giới chức khẳng định lệnh cấm phân bón hóa học sẽ không ảnh hưởng đến hoạt động nông nghiệp truyền thống.
Tuy nhiên, 6 tháng sau, Sri Lanka từ một nước tự cung tự cấp gạo biến thành nước nhập khẩu hơn 600 triệu USD gạo nước ngoài. Việc này cũng khiến sản lượng nhiều mặt hàng khác lao dốc, châm ngòi cho lạm phát và giáng đòn vào xuất khẩu chè, cao su của Sri Lanka. 7 tháng sau khi ban hành quyết định trên, chính phủ nước này thu hồi lệnh cấm. Tuy nhiên, ABC nhận định kinh tế Sri Lanka đã chịu thiệt hại đáng kể. Chỉ riêng tác động với ngành chè – sản phẩm xuất khẩu chính của Sri Lanka – đã tương đương thiệt hại kinh tế hơn 400 triệu USD.
Covid-19 cũng khiến nền kinh tế phụ thuộc vào du lịch như Sri Lanka thất thu. Khi ngân sách thâm hụt nặng nề, Tổng thống Gotabaya Rajapaksa lại giảm thuế để kích thích kinh tế. Tuy nhiên, việc này khiến nguồn thu của chính phủ càng co hẹp. Nhiều hãng đáng giá tín nhiệm đã hạ xếp hạng của Sri Lanka xuống gần mức vỡ nợ, khiến nước này không thể tiếp cận thị trường nước ngoài. Từ đó, Sri Lanka phải dựa vào dự trữ ngoại hối để trả nợ công. Khối dự trữ của họ co lại nhanh chóng, từ 6,9 tỷ USD năm 2018 xuống 2,2 tỷ USD năm nay. Trong khi đó, năm nay, Sri Lanka còn phải trả 4 tỷ USD nợ. Trong đó có 1 tỷ USD trái phiếu quốc tế đáo hạn tháng 7.
Việc này đã ảnh hưởng đến hoạt động nhập khẩu xăng dầu và các nhu yếu phẩm khác, khiến giá cả tăng vọt. Tháng trước, chính phủ Sri Lanka lại thả nổi đồng rupee nước này. Điều này đồng nghĩa giá rupee sẽ được quyết định dựa trên cung cầu ngoại hối. Mục tiêu của họ là hạ giá nội tệ để đủ tiêu chuẩn vay Quỹ Tiền tệ Quốc tế (IMF), đồng thời khuyến khích kiều hối. Tuy nhiên, rupee lao dốc so với USD chỉ càng khiến người dân Sri Lanka chật vật. Cuộc sống của họ biến thành chuỗi ngày xếp hàng không hồi kết để chờ mua nhu yếu phẩm. Rất nhiều mặt hàng đã bị hạn chế số lượng.
Vài tuần gần đây, nhiều cửa hàng buộc phải đóng cửa vì không thể chạy tủ lạnh, điều hòa hay quạt điện. Quân đội được cử đến các trạm xăng để trấn an khách hàng – những người phải chờ hàng giờ trong cái nóng để đổ nhiên liệu. Trên CNN, một phụ nữ tại Colombo cho biết chờ mua gas để nấu cơm cho cả nhà. Nhiều người khác than thở giá bánh mỳ đã tăng gấp đôi. Trong khi đó, các tài xế taxi cho biết việc hạn chế xăng bán ra khiến họ khó kiếm sống.
Một số rơi vào tình thế tiến thoái lưỡng nan, khi vừa phải làm việc nuôi gia đình, nhưng cũng phải xếp hàng chờ mua nhu yếu phẩm. Kể cả những người thuộc tầng lớp trung lưu, có tiền tiết kiệm cũng nổi giận vì lo hết thuốc hay gas. Thủ đô Colombo thì thường xuyên bị cắt điện, có nơi tới 10 giờ mỗi ngày. Sri Lanka vẫn đang tìm kiếm hỗ trợ tài chính từ IMF và các nước lớn khác. Trong một bài phát biểu tháng trước, Tổng thống Rajapaksa cho biết ông đã cân nhắc lợi hại khi làm việc với IMF và đã quyết định theo đuổi gói cứu trợ của tổ chức này. Đây là điều chính phủ của ông trước đó lưỡng lự. Bộ Tài chính Sri Lanka hôm nay giải thích tuyên bố vỡ nợ là để đảm bảo "đối xử công bằng và bình đẳng đối với tất cả các chủ nợ" trước khi IMF hỗ trợ cho nước này.
Sri Lanka cũng tìm sự trợ giúp từ Trung Quốc và Ấn Độ. New Delhi đã đồng ý cấp gói tín dụng 1 tỷ USD tháng trước. Tuy nhiên, các nhà phân tích cảnh báo sự hỗ trợ này sẽ chỉ khiến cuộc khủng hoảng càng kéo dài chứ không thể được giải quyết.

### Giao thông

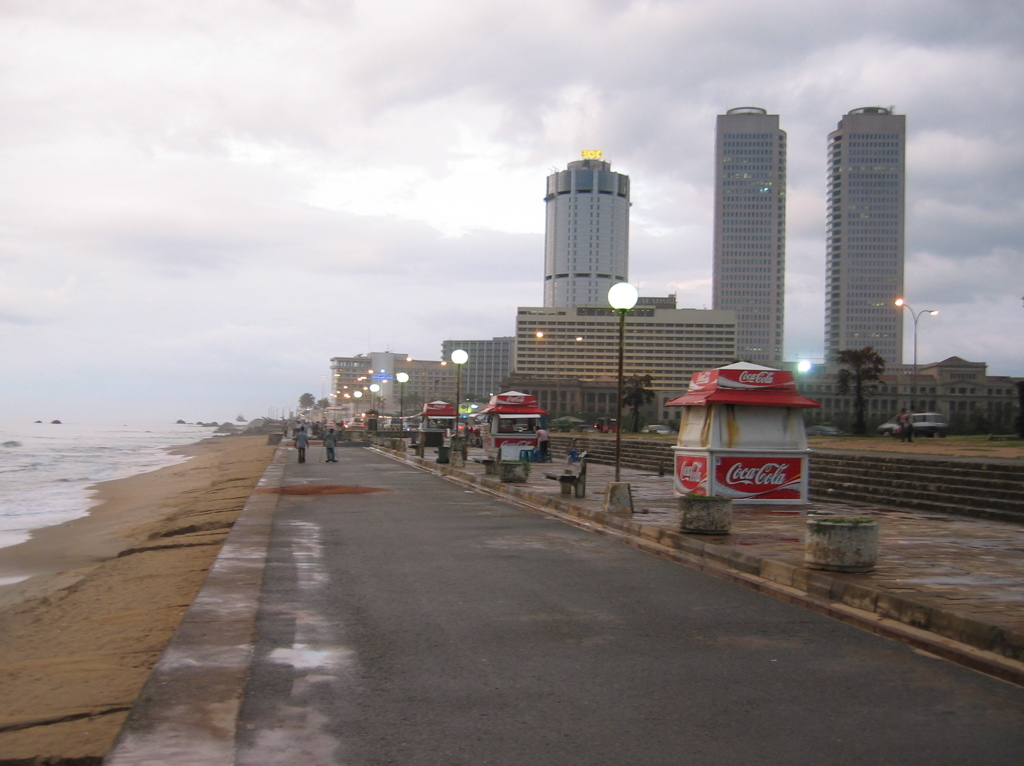
Colombo-Galle Face Green

Đa số các thành phố Sri Lanka đều được kết nối với mạng đường sắt, do công ty nhà nước Sri Lanka Railways, điều hành. Tuyến đường sắt đầu tiên được khánh thành ngày 26 tháng 4 năm 1867, nối Colombo với Kandy. Tổng chiều dài các con đường tại Sri Lanka vượt quá 11.000 kilômét, đa số đã được trải nhựa. Chính phủ đã đưa ra nhiều chương trình đường cao tốc nhằm hỗ trợ phát triển kinh tế và hệ thống vận tải quốc gia, gồm tuyến Đường cao tốc Colombo-Katunayake, Đường cao tốc Colombo-Kandy (Kadugannawa), Đường cao tốc Colombo-Padeniya và Xa lộ Vành đai ngoài nhằm giảm nhẹ áp lực giao thông cho Colombo. Cũng có những kế hoạch xây dựng một cây cầu lớn nối Jaffna với thành phố Chennai của Ấn Độ.
Ceylon Transport Board là cơ quan nhà nước chịu trách nhiệm điều hành các dịch vụ xe buýt trên toàn hòn đảo. Sri Lanka cũng có 430 kilômét đường thủy nội địa. Nước này có các cảng nước sâu tại Colombo, Trincomalee và Galle. Cũng có một cảng nông, và nhỏ hơn tại Kankesanturai, phía bắc Jaffna. Có 12 sân bay có đường băng trải nhựa và 2 sân bay đường băng đất tại Sri Lanka. SriLankan Airlines là hãng vận chuyển hàng không chính thức quốc gia, một phần công ty này hiện do Emirates sở hữu và điều hành. Hãng đã được Skytrax bầu là hãng hàng không tốt nhất khu vực Nam Á. SriLankan Air Taxi là công ty nhỏ hơn, chuyên chở hàng không nội địa, trong khi Expo Aviation và Lankair là những công ty hàng không tư nhân. Sân bay Quốc tế Bandaranaike là cảng hàng không quốc tế duy nhất của đất nước, nằm tại Katunayaka, cách Colombo 22 km về phía bắc.

## Nhân khẩu

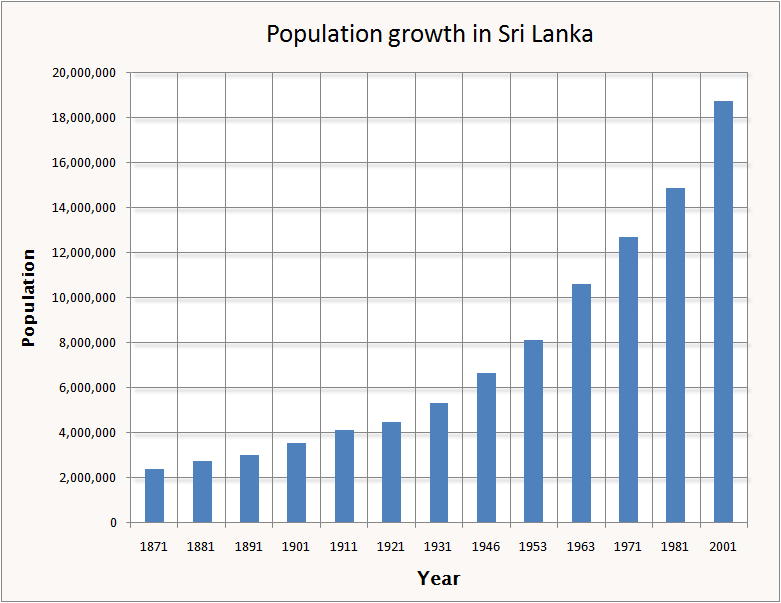
Dân số Sri Lanka, (1871–2001)

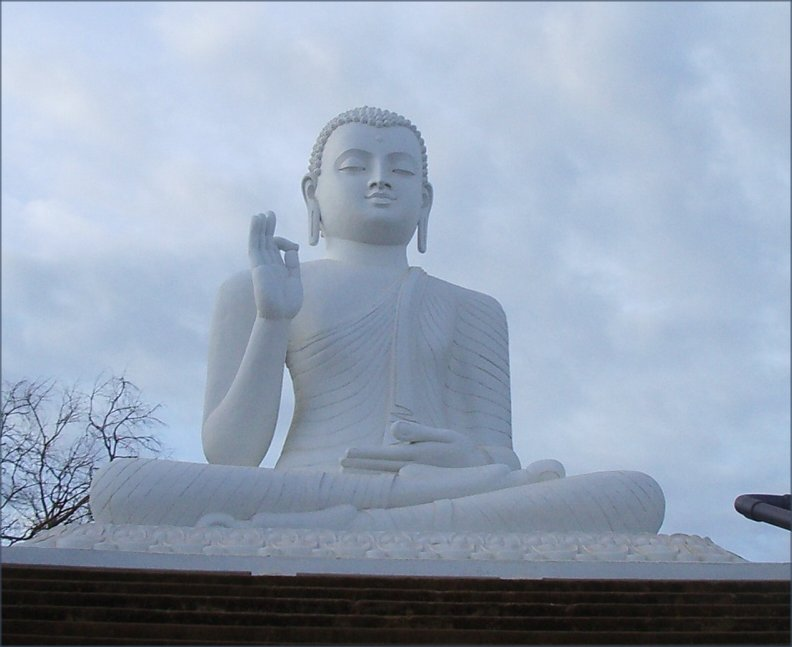
Tượng Phật tại Mihintale.

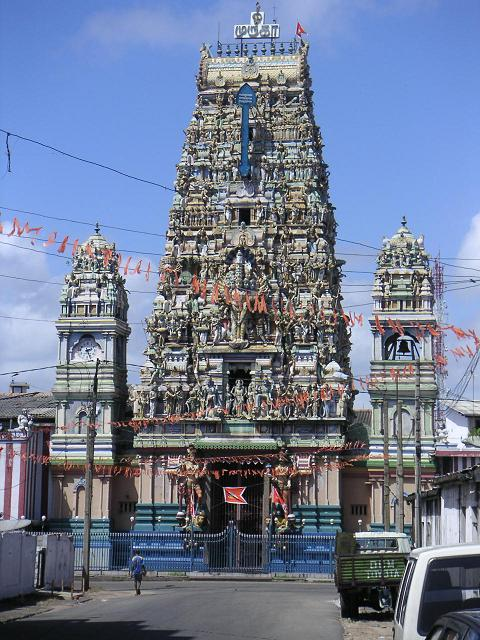
Một ngôi đền Hindu tại Colombo

Sri Lanka là nước đông dân thứ 53 trên thế giới, với tốc độ tăng trưởng dân số hàng năm 0,79%. Sri Lanka có mức sinh 15,63 trẻ trên 1.000 người và mức tử 6,49 trên 1,000 dân. Mật độ dân số cao nhất ở khu vực phía tây Sri Lanka, đặc biệt tại và xung quanh Colombo. Một lượng nhỏ dân số là người Wanniyala-Aetto, cũng được gọi là Veddahs. Họ được cho là nhóm người bản xứ xa xưa nhất của hòn đảo. Người Sinhala là nhóm sắc tộc đông nhất nước, chiếm khoảng 74% tổng dân số. Người Tamil Sri Lanka chiếm 18% dân số và chủ yếu tập trung ở vùng phía đông bắc đất nước. Những người Tamil trước kia được thực dân Anh đưa tới đây từ Ấn Độ với tư cách những lao động giao kèo để làm việc trên những cánh đồng, được gọi là người Tamil "Gốc Ấn Độ". Họ khác biệt với người Tamil bản xứ đã từng sống ở Sri Lanka từ thời cổ đại. Một lượng không nhỏ dân số là người Moor, họ có nguồn gốc từ những nhà buôn và người nhập cư Ả rập. Họ chủ yếu sống tại các tỉnh phía đông. Ngoài ra còn có các nhóm sắc tộc nhỏ khác như Burghers (lai con cháu người châu Âu) và người Malay.

### Đô thị
| 20 cities or towns lớn nhất tại Sri Lanka (Thống kế năm 2012 của Cục Điều tra dân số và Thống kê) | 20 cities or towns lớn nhất tại Sri Lanka (Thống kế năm 2012 của Cục Điều tra dân số và Thống kê) | 20 cities or towns lớn nhất tại Sri Lanka (Thống kế năm 2012 của Cục Điều tra dân số và Thống kê) | 20 cities or towns lớn nhất tại Sri Lanka (Thống kế năm 2012 của Cục Điều tra dân số và Thống kê) | 20 cities or towns lớn nhất tại Sri Lanka (Thống kế năm 2012 của Cục Điều tra dân số và Thống kê) | 20 cities or towns lớn nhất tại Sri Lanka (Thống kế năm 2012 của Cục Điều tra dân số và Thống kê) | 20 cities or towns lớn nhất tại Sri Lanka (Thống kế năm 2012 của Cục Điều tra dân số và Thống kê) | 20 cities or towns lớn nhất tại Sri Lanka (Thống kế năm 2012 của Cục Điều tra dân số và Thống kê) | 20 cities or towns lớn nhất tại Sri Lanka (Thống kế năm 2012 của Cục Điều tra dân số và Thống kê) | 20 cities or towns lớn nhất tại Sri Lanka (Thống kế năm 2012 của Cục Điều tra dân số và Thống kê) |
|                                                                                                   | Hạng                                                                                              | Tên                                                                                               | Tỉnh                                                                                              | Dân số                                                                                            | Hạng                                                                                              | Tên                                                                                               | Tỉnh                                                                                              | Dân số                                                                                            |                                                                                                   |
| ------------------------------------------------------------------------------------------------- | ------------------------------------------------------------------------------------------------- | ------------------------------------------------------------------------------------------------- | ------------------------------------------------------------------------------------------------- | ------------------------------------------------------------------------------------------------- | ------------------------------------------------------------------------------------------------- | ------------------------------------------------------------------------------------------------- | ------------------------------------------------------------------------------------------------- | ------------------------------------------------------------------------------------------------- | ------------------------------------------------------------------------------------------------- |
| Colombo Kaduwela                                                                                  | 1                                                                                                 | Colombo                                                                                           | Tỉnh Tây                                                                                          | 561,314                                                                                           | 11                                                                                                | Galle                                                                                             | Tỉnh Nam                                                                                          | 86,333                                                                                            |                                                                                                   |
| Colombo Kaduwela                                                                                  | 2                                                                                                 | Kaduwela                                                                                          | Tỉnh Tây                                                                                          | 252,041                                                                                           | 12                                                                                                | Batticaloa                                                                                        | Tỉnh Đông                                                                                         | 86,227                                                                                            |                                                                                                   |
| Colombo Kaduwela                                                                                  | 3                                                                                                 | Maharagama                                                                                        | Tỉnh Tây                                                                                          | 196,423                                                                                           | 13                                                                                                | Jaffna                                                                                            | Tỉnh Bắc                                                                                          | 80,829                                                                                            |                                                                                                   |
| Colombo Kaduwela                                                                                  | 4                                                                                                 | Kesbewa                                                                                           | Tỉnh Tây                                                                                          | 185,122                                                                                           | 14                                                                                                | Matara                                                                                            | Tỉnh Nam                                                                                          | 74,193                                                                                            |                                                                                                   |
| Colombo Kaduwela                                                                                  | 5                                                                                                 | Dehiwala-Mount Lavinia                                                                            | Tỉnh Tây                                                                                          | 184,468                                                                                           | 15                                                                                                | Gampaha                                                                                           | Tỉnh Tây                                                                                          | 62,335                                                                                            |                                                                                                   |
| Colombo Kaduwela                                                                                  | 6                                                                                                 | Moratuwa                                                                                          | Tỉnh Tây                                                                                          | 168,280                                                                                           | 16                                                                                                | Katunayake                                                                                        | Tỉnh Tây                                                                                          | 60,915                                                                                            |                                                                                                   |
| Colombo Kaduwela                                                                                  | 7                                                                                                 | Negombo                                                                                           | Tỉnh Tây                                                                                          | 142,449                                                                                           | 17                                                                                                | Boralesgamuwa                                                                                     | Tỉnh Tây                                                                                          | 60,110                                                                                            |                                                                                                   |
| Colombo Kaduwela                                                                                  | 8                                                                                                 | Sri Jayawardenepura Kotte                                                                         | Tỉnh Tây                                                                                          | 107,925                                                                                           | 18                                                                                                | Kolonnawa                                                                                         | Tỉnh Tây                                                                                          | 60,044                                                                                            |                                                                                                   |
| Colombo Kaduwela                                                                                  | 9                                                                                                 | Kalmunai                                                                                          | Tỉnh Đông                                                                                         | 99,893                                                                                            | 19                                                                                                | Anuradhapura                                                                                      | Tỉnh Trung Bắc                                                                                    | 50,595                                                                                            |                                                                                                   |
| Colombo Kaduwela                                                                                  | 10                                                                                                | Kandy                                                                                             | Tỉnh Trung tâm                                                                                    | 98,828                                                                                            | 20                                                                                                | Trincomalee                                                                                       | Tỉnh Đông                                                                                         | 48,351                                                                                            |                                                                                                   |

### Ngôn ngữ
Tiếng Sinhala và Tiếng Tamil là hai ngôn ngữ chính thức của Sri Lanka. Tiếng Anh được khoảng 10% dân số sử dụng, và phần lớn được dùng cho giáo dục, khoa học và thương mại. Các thành viên của cộng đồng Burgher sử dụng các biến thể tiếng Creole Bồ Đào Nha và tiếng Hà Lan ở các mức độ khác nhau.

### Tôn giáo

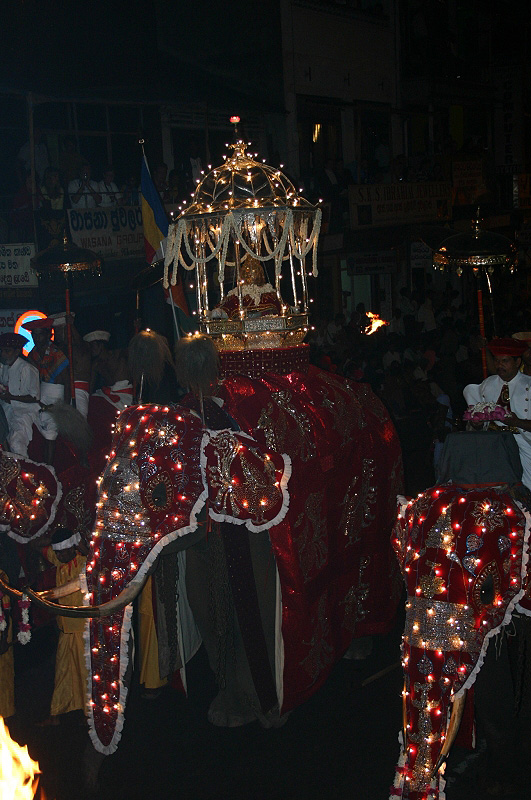
Những con voi tại Esala Perahera

Tôn giáo ở Sri Lanka (điều tra năm 2012)
Phật giáo là quốc giáo, tôn giáo lớn nhất của Sri Lanka. 70,2% dân số Sri Lanka theo Phật giáo, chủ yếu thuộc Thượng tọa bộ. Hầu hết các Phật tử là người Sinhala với một thiểu số là người Tamil. Phật giáo được Mahinda Maurya du nhập vào Sri Lanka vào thế kỷ 2 TCN và Sri Lanka là quốc gia có truyền thống Phật giáo lâu đời nhất của bất kỳ quốc gia đa số Phật giáo nào. Ấn Độ giáo là tôn giáo lớn thứ hai ở Sri Lanka, có mặt từ thế kỷ 2 TCN. Hồi giáo là tôn giáo lớn thứ ba, chủ yếu là Hồi giáo Sunni theo trường phái Shafi'i. 7,4% dân số Sri Lanka theo Kitô giáo, trong đó 82% theo Công giáo, phần còn lại theo Anh giáo và những hệ phái Tin Lành khác.

### Giáo dục

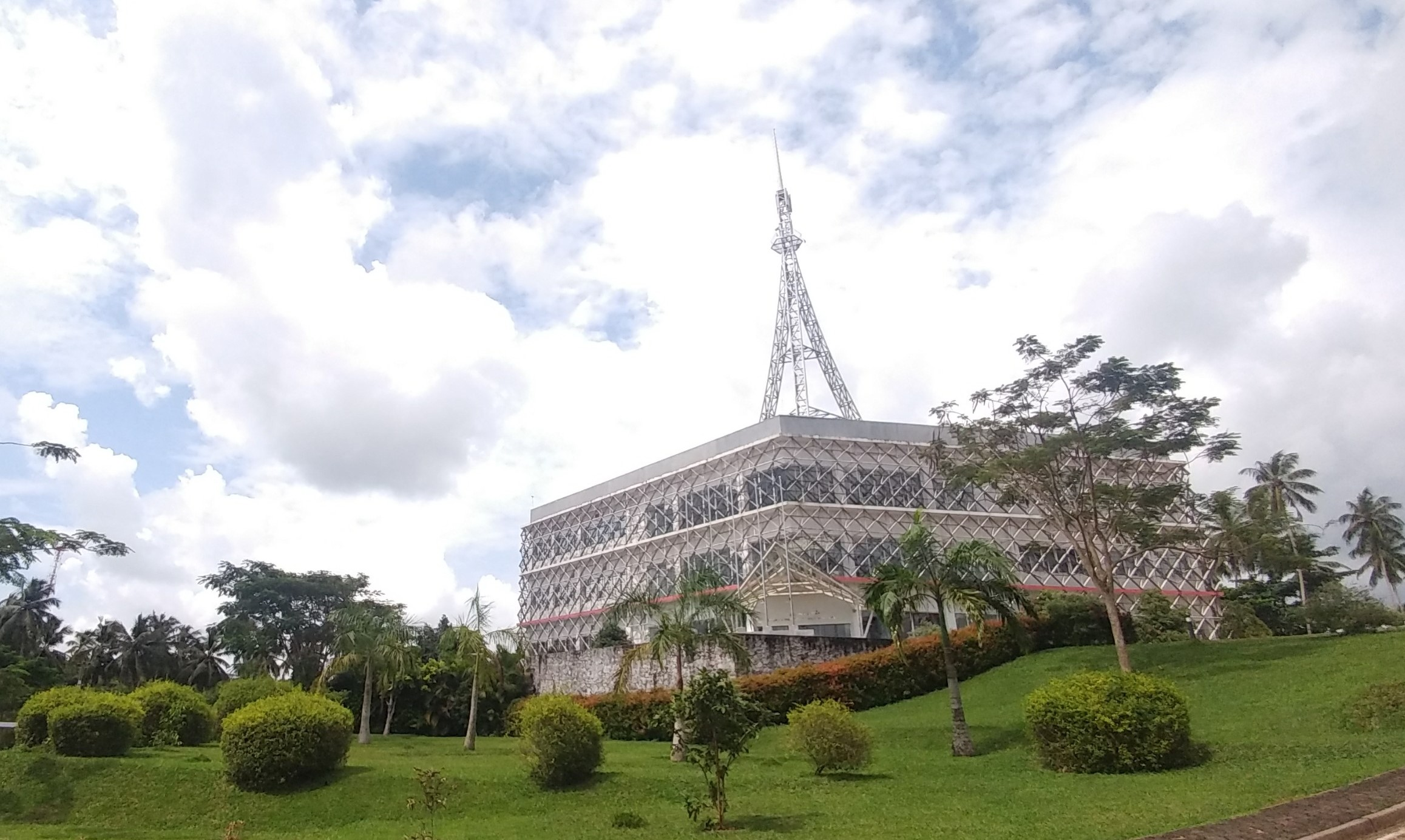
Viện Công nghệ nano Sri Lanka là viện nghiên cứu chuyên về lĩnh vực công nghệ nano.

Sri Lanka có tỷ lệ biết chữ là 92,9%, một trong những tỷ lệ biết chữ cao nhất trong số quốc gia đang phát triển. Tỷ lệ biết chữ thanh niên của Sri Lanka đạt 98,8%, tỷ lệ hiểu biết in học đạt 35% và tỷ lệ học sinh đi học tiểu học đạt hơn 99%. Giáo dục là bắt buộc trong 9 năm.
Có rất nhiều trường học và viện do Phật giáo và Thiên chúa giáo tổ chức. Tại đây học sinh được giảng dạy về tôn giáo và giáo dục hiện đại. Số lượng các madrassah cũng đang ngày càng tăng trong nước. Sri Lanka cũng có một số lượng lớn các trường đại học công và tư. Đa số chúng hoạt động theo mô hình các trường đại học và cao đẳng Anh. Royal College, Colombo là trường lâu đời nhất Sri Lanka, được thành lập năm 1835. Các trường nổi tiếng nhất tại Sri Lanka gồm Đại học Colombo, Đại học Kelaniya, Đại học Sri Jayewardenepura, Đại học Moratuwa, Đại học Peradeniya, Đại học Jaffna, Đại học Ruhuna, và Đại học Đông Sri Lanka.

## Văn hóa
Văn hóa Sri Lanka bị ảnh hưởng sâu sắc từ Phật giáo, một tôn giáo quan trọng có ảnh hưởng lớn đến chính trị, văn hóa, xã hội Sri Lanka trong suốt hàng nghìn năm qua. Hòn đảo này còn là nơi xuất phát của hai nền văn hóa truyền thống: văn hóa Sinhala (tập trung tại các thành phố cổ Kandy và Anuradhapura) và Tamil (tập trung tại thành phố Jaffna, thư viện công cộng đã bị phá hủy năm 1983 tại đây là trung tâm lưu trữ văn khố Tamil của thế giới). Gần đây hơn xuất hiện thêm nền văn hóa thực dân Anh và sau này là Sri Lanka, đặc biệt tại các khu vực thành thị, và bị ảnh hưởng rất nhiều từ phương tây. Ví dụ, ngay thời gian gần đây, đa số người Sri Lanka sống tại các ngôi làng thường ăn món ăn truyền thống, chế tạo các đồ truyền thống và thể hiện mình thông qua nghệ thuật truyền thống. Nhưng kinh tế tăng trưởng cộng với sự canh tranh ngày càng lớn từ phía các nước phát triển khiến người Sri Lanka phải chuyển đổi cách thức sản xuất, tây phương hóa, đánh mất bản sắc và bị đồng hóa.

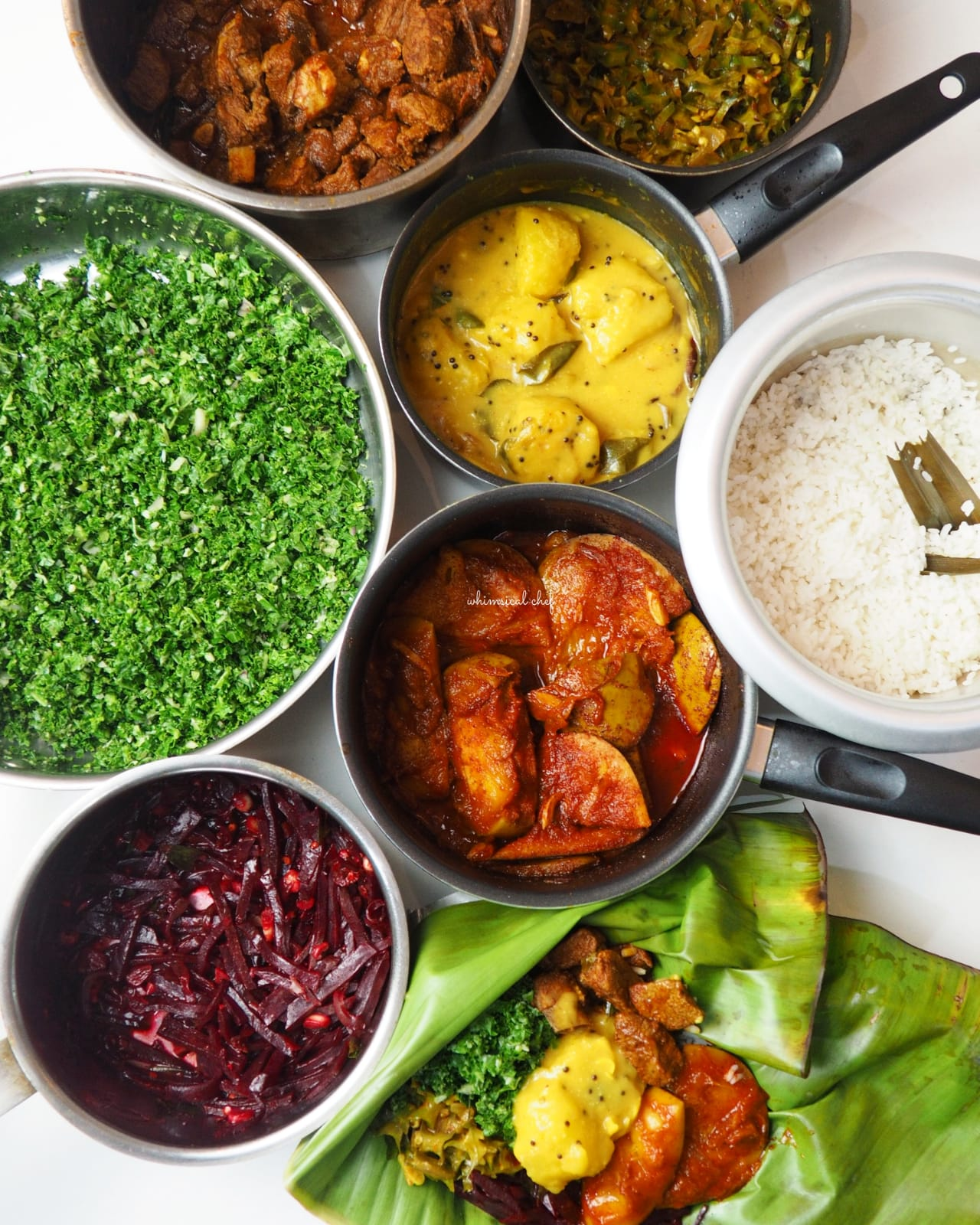
Cơm và cà ri Sri Lanka

Người Sri Lanka đã du nhập ảnh hưởng phương tây vào chế độ ăn hàng ngày như gạo và càri, pittu (hỗn hợp gạo rang trộn với nước dừa tươi, sau đó được nấu trong ống tre). Kiribath (gạo nấu với nước dừa đặc thành món tráng miệng không ngọt cùng với đồ gia vị rất cay được gọi là ";lunumiris"), wattalapam (đồ tráng miệng nguồn gốc Malay làm từ nước dừa, đường thốt nốt, hạt đào lộn hột, trừng, và nhiều hương vị gồm quế, đinh hương và nhục đậu khấu), kottu, và hublông ("appa"), bột nhão nấu nhanh trong một chiếc chảo nóng, thêm trứng, sữa hay hương vị. Thực phẩm Sri Lanka cũng có ảnh hưởng từ Hà Lan và Bồ Đào Nha, cộng đồng Burgher trên đảo gìn giữ nét văn hóa này thông qua các món ăn ưa thích truyền thống như Lamprais (gạo nấu cuốn trong lá chuối rồi nướng), Breudher (bánh Giáng sinh Hà Lan) và Bolo Fiado (Bánh kiểu Bồ Đào Nha). 
Là một trong những nhà sản xuất chè lớn nhất thế giới (Gia đình Hoàng gia Vương quốc Anh luôn dùng chè Ceylon), người Sri Lanka uống nhiều chè.
Tôn giáo đóng một vai trò quan trọng trong cuộc sống và văn hóa Sri Lanka. Cộng đồng Phật tử đa số luôn tổ chức Ngày Poya, mỗi lần một tháng theo Âm lịch. Tín đồ Hindus và Hồi giáo cũng tổ chức những ngày lễ của riêng mình. Có nhiều đền thờ Phật giáo tại Sri Lanka và nhiều thánh đường Hồi giáo, đền Ấn giáo cũng như nhà thờ Cơ Đốc giáo trên khắp hòn đảo. Phía Bắc và phía Đông hòn đảo có nhiều đền thờ Hồi giáo và đền Ấn giáo do một bộ phận lớn người Tamil và Hồi giáo sống tại những vùng này. Nhà thờ có nhiều dọc bờ biển phía nam bởi đây là nơi tập trung các tín đồ Cơ Đốc giáo, đặc biệt là Công giáo Rôma. Phía bên trong hòn đảo với đa số tín đồ Phật giáo, nhưng thực tế ở bất cứ nơi nào tại nước này đều có các tín đồ Phật giáo.

### Truyền thông
Radio Ceylon là trạm phát sóng radio đầu tiên hoạt động tại châu Á, được Edward Harper thành lập năm 1923, chỉ ba năm sau khi đài phát thanh bắt đầu xuất hiện tại châu Âu. Đây vẫn là một trong những chương trình được nhiều người theo dõi nhất tại châu Á, sóng của nó tới được các nước châu Á lân cận. Đài do Tổ hợp truyền thanh Sri Lanka quản lý và phát sóng các chương trình bằng tiếng Sinhala, Tamil, tiếng Anh và Hindi. Từ thập niên 1980, một lượng lớn các đài phát thanh tư nhân như Raja FM, Shree FM và Sooriyan FM đã xuất hiện và thu được những thành công thương mại. Mạng lưới vô tuyến phổ thông nhất gồm ETV, ARTv, Sirasa TV và Shakthi TV. Các mạng lưới truyền hình quốc tế từ Ấn Độ, Đông Nam Á, châu Âu và châu Mỹ cũng được dân chúng theo dõi thường xuyên, truyền hình cáp và truyền hình vệ tinh ngày càng được tầng lớp trung lưu Sri Lanka để ý theo dõi. Những ấn bản đông khách gồm những tờ báo tiếng Anh Daily Mirror và The Sunday Observer và The Sunday Times. Dinakaran vvà Uthayan là những tờ báo tiếng Tamil có nhiều độc giả, và Lankadeepa và Lakbima là báo tiếng Sinhala. Đa số các tờ báo đều do công ty nhà nước Lakehouse Press sở hữu và điều hành. Cộng đồng người Do Thái Sri Lanka cũng có một tờ tạp chí riêng của họ, *- Serendipity magazine

### Thể thao

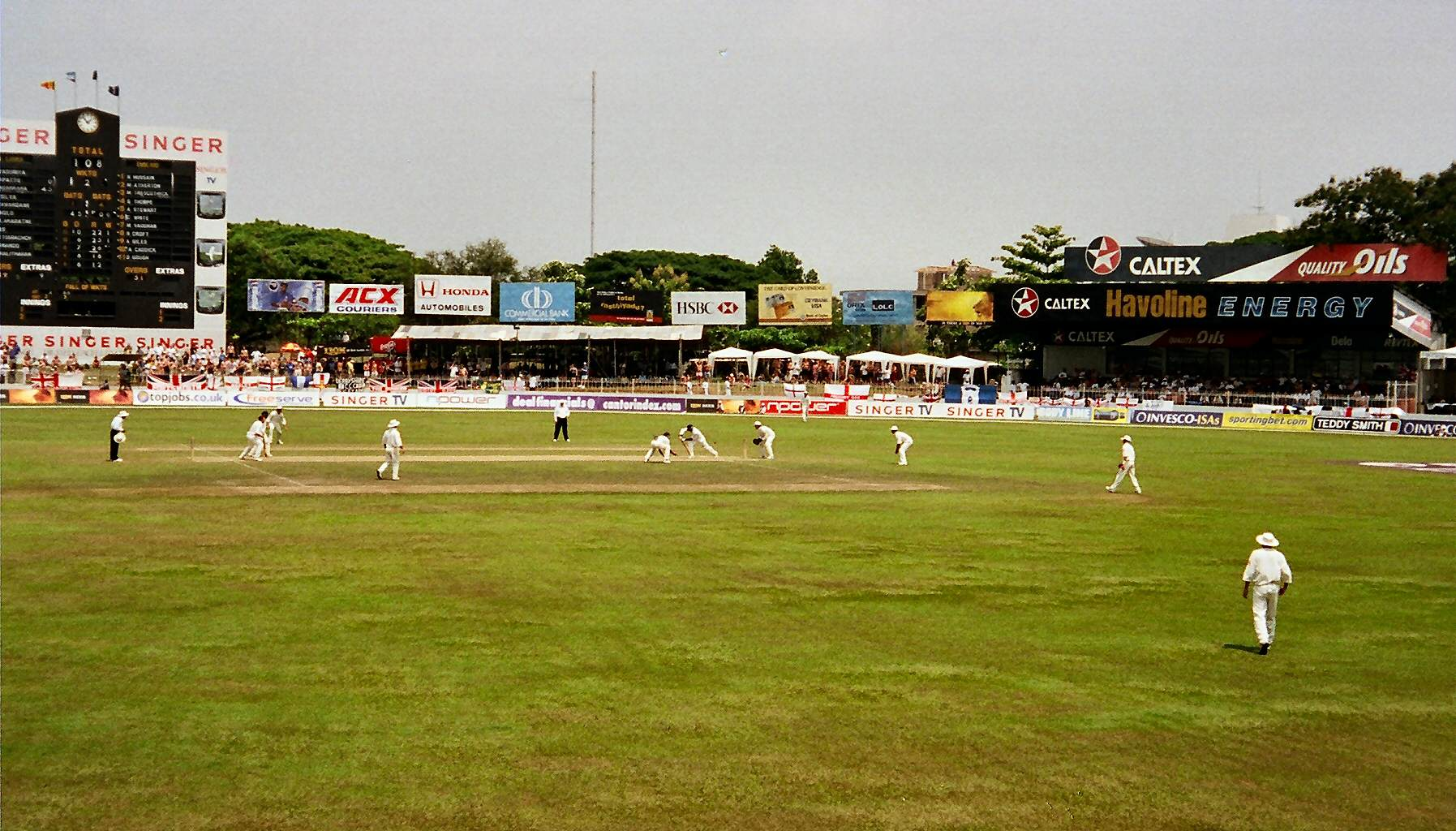
Sân SCC, tháng 3 năm 2001 tại Colombo, (Trận đấu tập giữa Sri Lanka và Anh)

Đại sứ quốc gia môn criket là Muttiah Muralitharan. Môn thể thao quốc gia tại Sri Lanka là bóng chuyền, trong khi các môn thể thao nước, điền kinh, bóng đá,tennis và rugby cũng được nhiều người ưa thích. Có khá nhiều các câu lạc bộ thể thao công cộng và tư nhân tại Colombo. Các trường học và đại học Sri Lanka thường tổ chức các đội thể thao riêng, thi đấu cấp tỉnh và quốc gia. Các môn thể thao nước như bơi thuyền, lướt sóng, bơi và lặn có bình khí nén trên bờ biển, thu hút rất nhiều người dân Sri Lanka cũng như các du khách. Sri Lanka có nhiều sân vận động, gồm Sinhalese Sports Club Ground, R. Premadasa Stadium vvà Rangiri Dumbulla Stadium tại Colombo cũng như Galle International Stadium tại Galle.
Dù các trận cricket hay bóng đá thỉnh thoảng bị ngắt quãng bởi những trận mưa lớn hay những lo ngại về an ninh từ phía lực lượng LTTE, Sri Lanka đã đăng cai Asia Cup và nhiều giải khác. Nước này cũng đồng tổ chức 1996 Cricket World Cup với Ấn Độ và Pakistan, và sẽ đồng tổ chức 2011 Cricket World Cup. Đội cricket quốc gia Sri Lanka đã đạt được những thành công lớn trong thập kỷ 1990, từ vị thế lép vế tới đạt chức vô địch 1996 World Cup và Asia Cup năm 1996 và 2004. Sri Lanka đã sản sinh ra nhiều huyền thoại thể thao như Roy Dias, Arjuna Ranatunga, Aravinda de Silva, Sanath Jayasuriya, Roshan Mahanama, Marvan Attapatu, Muttiah Muralitharan, and Chaminda Vaas. Mahela Jayawardene giữ kỷ lục ghi số điểm cao nhất của một người Sri Lanka trong một test cricket. Muttiah Muralitharan, bậc thầy nổi tiếng về off spin bowling đã có được hơn 600 wickets trong test cricket, biến ông thành bowler thành công nhất trong lịch sử môn cricket. Đội criket hiện tại do Mahela Jayawardene dẫn dắt, có một số cầu thủ trẻ triển vọng như Kumar Sangakkara, Upul Tharanga và Lasith Malinga trong khi vẫn có sự phục vụ của những cầu thủ kỳ cựu như Sanath Jayasuriya, Chaminda Vaas và Muttiah Muralitharan.